# Lêucade (cidade)
Levkas (em grego: Λευκάδα; romaniz.: Lefkáda) é uma cidade do oeste da Grécia. Ela é a capital e principal cidade da ilha e unidade regional homónimas.

## Demografia
População da cidade de acordo com os últimos censos:
- 1981: 6 344
- 1991: 6 903
- 2001: 7 166